# 오데사 국제공항

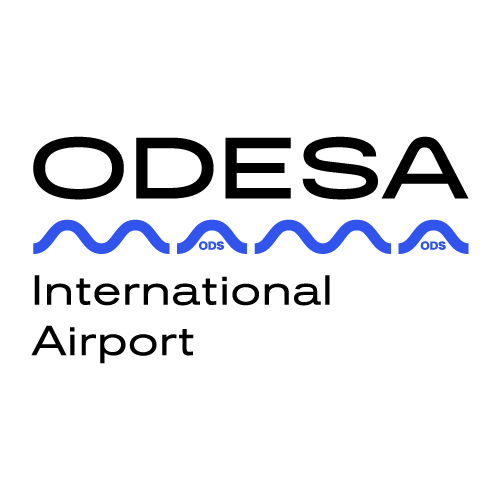

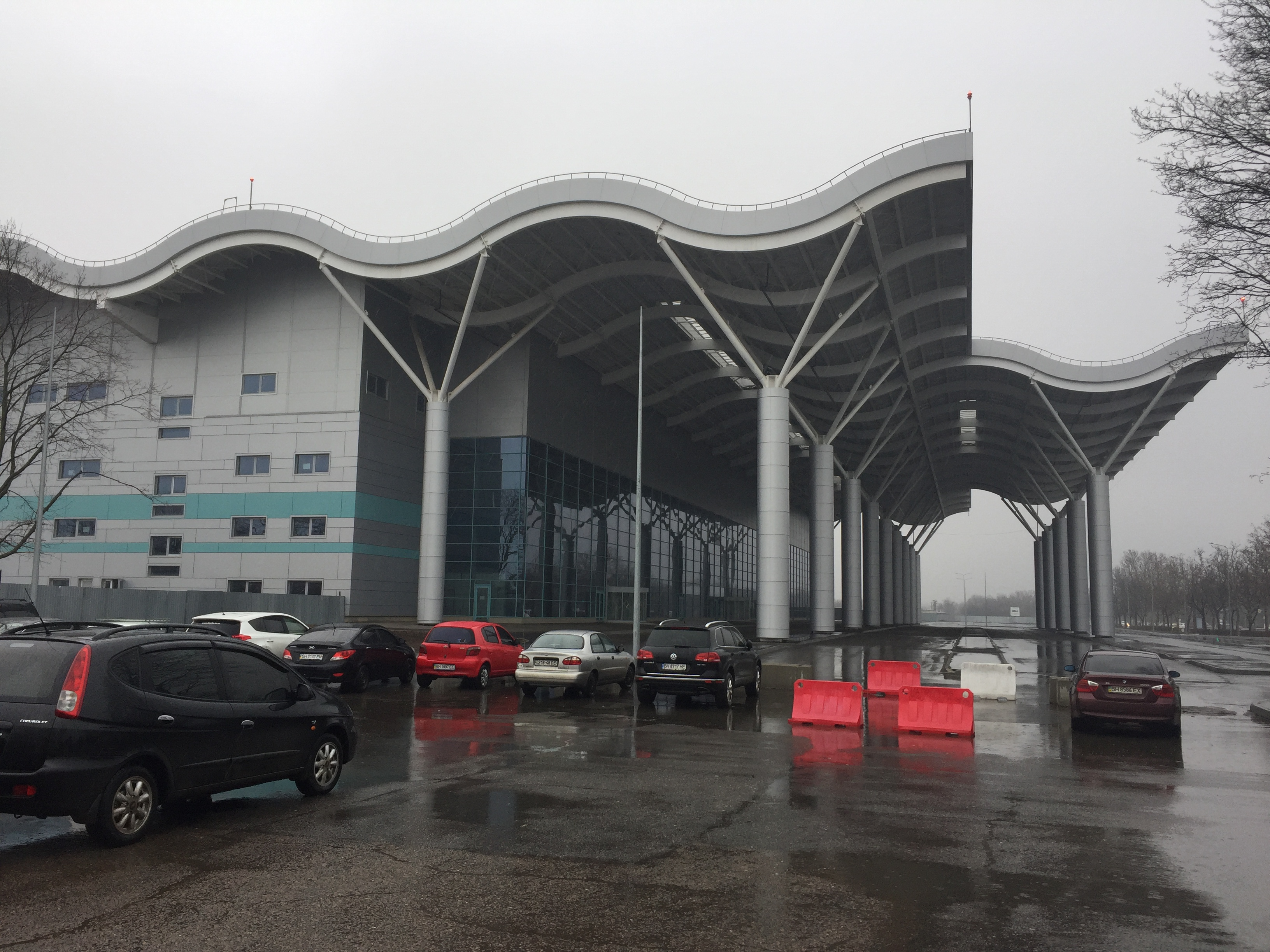

오데사 국제공항(Odesa International Airport, Міжнародний аеропорт «Одеса», IATA: ODS, ICAO: UKOO)은 우크라이나에서 3번째로 큰 도시 오데사의 국제공항이다. 도시 중심부에서 남서쪽으로 7킬리미터 지점에 위치해 있다.
1961년 설립되었다. 2007년 5월, 주 활주로 확장을 포함한 건설 작업을 시작했다. 2009년, 651,000명의 승객을 수용하였다.

## 시설
오데사 국제공항의 면적은 570헥타르이다. 공항의 기술 서비스 부문은 2,800제곱킬로미터 면적이며 동시에 4대의 항공기의 기술 서비스를 제공하는 주기장이 4곳 있다. 유럽 표준은 이 공항을 클래스 1로 분류한다.

## 통계
| 연도 | 승객      | 전년 대비 변화 |
| ---- | --------- | -------------- |
| 2001 | 117,000   |                |
| 2002 | 0132,000  | 012.8%         |
| 2003 | 0260,000  | 097.0%         |
| 2004 | 0307,000  | 018.1%         |
| 2005 | 0343,000  | 011.7%         |
| 2006 | 0465,100  | 035.6%         |
| 2007 | 0527,400  | 013.4%         |
| 2008 | 0787,000  | 049.2%         |
| 2009 | 0651,000  | 017.3%         |
| 2010 | 0707,100  | 08.6%          |
| 2011 | 0824,300  | 017.0%         |
| 2012 | 0907,600  | 010.1%         |
| 2013 | 1,069,100 | 017.8%         |
| 2014 | 0863,900  | 019.2%         |
| 2015 | 0949,100  | 09.8%          |
| 2016 | 1,033,560 | 08.9%          |
| 2017 | 1,230,000 | 018.3%         |
| 2018 | 1,446,500 | 017.7%         |
| 2019 | 1,694,022 | 017.1%         |